# Discours de Suède
Les Discours de Suède sont un ensemble de discours prononcés par l'écrivain Albert Camus à la suite de l'obtention du prix Nobel de littérature. 

## Présentation et contenu
Les Discours de Suède se présentent en trois parties : 
- Discours du 10 décembre 1957 (discours du banquet Nobel)  : prononcé à l'Hôtel de Ville de Stockholm ;
- Discours du 14 décembre 1957 (conférence Nobel) : prononcé à l'université d'Uppsala ("L'Artiste et son temps")
- Une post-face.

### Discours du banquet Nobel (10 décembre 1957 - Hôtel de Ville de Stockholm)
Pour la remise de son Nobel,  Camus expose ses idées quant à l'art et au rôle de l'écrivain : « L'art n'est pas à mes yeux une réjouissance solitaire. Il est un moyen d'émouvoir le plus grand nombre d'hommes... » L'artiste est ainsi quasiment obligé de s'ouvrir au monde, de partager joies, peines et combats avec ses contemporains, et de s'isoler pour créer. Il est pris dans ce va-et-vient difficile pour lui à gérer -comme Jonas éprouvera de plus en plus de difficultés pour peindre, ne pouvant résister à tous les voleurs de temps. Il est ainsi placé « à mi-chemin de la beauté dont il ne peut se passer et de la communauté à laquelle il ne peut s'arracher. » 

### Discours d'Uppsala (14 décembre 1957 - Université d'Uppsala)
Le thème de ce second discours est de traiter de la place de l'art dans la société de son époque ainsi que les rapports de l'art et de la société, thème éminemment risqué qui suscitera, dans les questions-réponses, un échange 'musclé' avec un jeune nationaliste algérien qui lui vaudra une réplique qu'on lui reprochera longtemps (" J’ai toujours condamné la terreur. Je dois condamner aussi un terrorisme qui s’exerce aveuglément, dans les rues d’Alger par exemple, et qui un jour peut frapper ma mère ou ma famille. ").
Pour lui, le temps des artistes 'irresponsables', qui créent dans leur propre bulle, retranchés de la société, n'a plus cours. Même si par certains côtés, on peut le regretter, c'est comme ça et en dernière analyse, c'est une chance pour eux de devenir plus responsables et plus authentiques. Car ajoute-t-il, « la liberté de l'art ne vaut pas cher quand elle n'a d'autre sens que d'assurer le confort de l'artiste. » C'est tout le dilemme de l'artiste d'être quasiment en même temps intégré au monde et en dehors, ou comme dit Camus « solitaire et solidaire. »